# Mysidetes
Mysidetes (лат.) — род ракообразных семейства Mysidae из отряда Мизиды. 

## Описание
Представители рода отличаются от других мизид следующими признаками: глаза большие; роговица шаровидная с короткими широкими стебельками; эндоподит 3-го переопода без расширенных дистальных сегментов; эндоподит уропод обычно с рядом шипов по внутреннему краю. Тельсон с апикальной щелью, выстланной зубчиками. Чешуйки усиков находятся со всех сторон; плеоподы рудиментарные у обоих полов. Пенис длинный, цилиндрической формы. Первый переопод (ходильная нога) имеет хорошо развитый экзопод (внешняя ветвь), карпопроподы эндопода (внутренняя ветвь) с 3-й по 8-ю ветвь переопод делится на подсегменты, и на эндоподе уропод (задних придатках) есть статоцисты.

## Классификация
Род Mysidetes был впервые выделен в 1906 году и включает прибрежные и глубоководные виды (до глубины 1100 м) с длиной тела от 8 до 33 мм.
- Mysidetes anomala O. Tattersall, 1955
- Mysidetes antarctica O. Tattersall, 1965 — Море Росса[8]
- Mysidetes brachylepis W. Tattersall, 1923
- Mysidetes crassa Hansen, 1913
- Mysidetes dimorpha O. Tattersall, 1955
- Mysidetes farrani (Holt & Tattersall, 1905)
- Mysidetes halope O'Brien, 1986
- Mysidetes hanseni Zimmer, 1914
- Mysidetes intermedia O. Tattersall, 1955
- Mysidetes kerguelensis (Illig, 1906)
- Mysidetes macrops O. Tattersall, 1955
- Mysidetes microps O. Tattersall, 1955
- Mysidetes morbihanensis Ledoyer, 1995[9]
- Mysidetes patagonica O. Tattersall, 1955
- Mysidetes peruana Bacescu, 1967
- Mysidetes posthon Holt & Tattersall, 1906